# 전국축구선수권대회
전국축구선수권대회(全國蹴球選手權大會, National Football Championship)는 대한민국에서 진행되었던 축구 대회이다. 1945년 해방 이전에는 1921년부터 조선체육회에서 주관하는 전조선축구대회가 열려왔으나, 일제의 침략정책 강화로 인해 1940년을 마지막으로 더 이상 열리지 못하였다. 하지만 해방시까지 한반도의 축구팀들도 일본축구협회에서 주관하던 일본의 천황배 전일본 축구 선수권 대회에는 참가하였고, 보성전문학교 등 몇몇 팀은 우수한 성적을 올리기도 했다. 해방 이후 전국 규모의 축구대회가 처음 열린 것은 1946년이다. 그때부터 조선축구협회에서 주관하는 전국축구선수권대회가 매년 가을(11월 경) 열렸으며, 이 대회는 대한민국의 실업, 대학, 군 축구단 등 모든 성인 축구단들이 한국 축구의 한 해를 결산하는 아마추어 성인 축구대회로 프로축구가 출범한 이후에도 계속 존속해왔으나, 2001년 실업축구가 K2리그라는 이름으로 리그화를 준비화면서, FA컵으로 통합되었다.
당시 언론에서는 '전국축구종합선수권대회'를 비롯하여 '전국종합축구선수권대회', '축구종합선수권대회', '종별종합축구선수권대회' 등 다양한 명칭으로 보도되었다.

## 시즌별 결과
| 횟수 | 연도 | 참가 | 우승                                                                                                   | 준우승                                                                                                 | 결승전 결과                                                                                            | 비고 |
| ---- | ---- | ---- | --- | --- | --- | --- |
| 1회  | 1946 | 19팀 | 인천 조일양조                                                                                          | 서울대학교 상과대학                                                                                    | 6-2 | |
| 2회  | 1947 |      | 미상                                                                                                   | 미상                                                                                                   | 미상                                                                                                   | 대회 일정까지만 확인되고 있다. |
| 3회  | 1948 |      | 연희대                                                                                                 | 성균관대                                                                                               | 3-0 | |
| 4회  | 1949 |      | 조선전업                                                                                               | 연희대                                                                                                 | 3-2 | |
|      | 1950 |      | 6.25 전쟁으로 대회 취소                                                                                | 6.25 전쟁으로 대회 취소                                                                                | 6.25 전쟁으로 대회 취소                                                                                | |
| 5회  | 1951 |      | 대구 조선방직                                                                                          | 공군                                                                                                   | 1-0 | 조선방직에는 본사 소속과 대구 공장 소속 축구단이 별개로 존재하였다. 1951년 대회에 각각 출전하여 두 팀 모두 4강에 올랐으며 우승은 대구 조선방직이 하였다.                                 |
| 6회  | 1952 |      | 미상                                                                                                   | 미상                                                                                                   | 미상                                                                                                   | |
| 7회  | 1953 |      | 육군 병참단                                                                                            | 해병대                                                                                                 | | |
| 8회  | 1954 |      | 육군 헌병사령부                                                                                        | 육군 특무대 (CIC)                                                                                      | 2-1 | |
| 9회  | 1955 |      | 육군 특무대 (CIC)와 육군 헌병사령부의 준결승전 경기가 판정시비로 인해 무기한 연기되어 결승전 개최 취소 | 육군 특무대 (CIC)와 육군 헌병사령부의 준결승전 경기가 판정시비로 인해 무기한 연기되어 결승전 개최 취소 | 육군 특무대 (CIC)와 육군 헌병사령부의 준결승전 경기가 판정시비로 인해 무기한 연기되어 결승전 개최 취소 | |
| 10회 | 1956 |      | 육군 병참단                                                                                            | 육군 헌병감실                                                                                          | | |
| 11회 | 1957 |      | 육군 특무대 (CIC)                                                                                      | 해병대                                                                                                 | | |
| 12회 | 1958 |      | 육군 병참단                                                                                            | 육군 헌병감실                                                                                          | 3-2 | |
| 13회 | 1959 |      | 육군 특무대 (CIC)                                                                                      | 해병대, 육군 헌병감실                                                                                  | | 특무대, 헌병감실, 해병대, 고려대 4개팀이 결승리그전으로 우승팀을 결정하는 방식이었다. |
| 14회 | 1960 |      | 경희대                                                                                                 | 대한중석                                                                                               | 1-0 | |
| 15회 | 1961 |      | 경희대                                                                                                 | 육군 헌병감실                                                                                          | | |
| 16회 | 1962 |      | 한국전력                                                                                               | 대한중석                                                                                               | 1-0 | 1962년도 대회는 제16회 전국축구선수권대회 겸 제10회 대통령배 전국축구대회 이렇게 한 대회에 두가지 공동 타이틀을 걸고 개최되었다.                                                         |
| 17회 | 1963 |      | 고려대                                                                                                 | 육군 병참단                                                                                            | 1-1 | 연장전까지 1-1 동점으로 끝나고 추첨승으로 고려대 우승 |
| 18회 | 1964 |      | 대한석탄공사                                                                                           | 한국전력                                                                                               | 3-2 | 1964년도 대회는 제18회 전국축구선수권대회 겸 제12회 대통령배 전국축구대회 이렇게 한 대회에 두가지 공동 타이틀을 걸고 개최되었다.                                                         |
| 19회 | 1965 |      | 한국전력                                                                                               | 금성방직                                                                                               | 1-0 | |
| 20회 | 1966 |      | 제일모직                                                                                               | 중앙대                                                                                                 | 1-0 | |
| 21회 | 1967 |      | 제일모직                                                                                               | 한국전력                                                                                               | 1-0 | |
| 22회 | 1968 |      | 양지                                                                                                   | 대한중석                                                                                               | 1-0 | |
| 23회 | 1969 |      | 육군                                                                                                   | 해병대                                                                                                 | 1-0 | |
| 24회 | 1970 |      | 육군                                                                                                   | 주택은행                                                                                               | 0-0 PSO 4-3                                                                                            | |
| 25회 | 1971 |      | 고려대                                                                                                 | 한국신탁은행                                                                                           | 2-0 | 일반부 우승팀과 대학부 우승팀이 결승전을 개최하여 최종 우승팀을 결정하는 방식이었다. |
|      | 1972 |      | 대회 취소                                                                                              | 대회 취소                                                                                              | 대회 취소                                                                                              | |
| 28회 | 1973 |      | 해군, 조흥은행 공동 우승                                                                               | 해군, 조흥은행 공동 우승                                                                               | 0-0 | 연장전까지 0-0 무승부로 종료된 후 승부차기 없이 공동우승으로 처리 1973년도 대회부터 과거 취소 대회들이었던 1950년과 1972년도 대회의 횟수를 적용하여 제28회 대회로 대회횟수가 조정되었다. |
| 29회 | 1974 |      | 고려대                                                                                                 | 연세대                                                                                                 | 기권승                                                                                                 | 종료 3분전 페널티킥 선언 판정에 대한 불복으로 연세대 선수단이 철수하면서 고려대가 기권승으로 우승                                                                                        |
| 30회 | 1975 |      | 육군                                                                                                   | 고려대                                                                                                 | 1-0 | |
| 31회 | 1976 |      | 고려대                                                                                                 | 공군                                                                                                   | 2-1 | |
| 32회 | 1977 |      | 건국대                                                                                                 | 포항제철                                                                                               | 2-0 | |
| 33회 | 1978 |      | 국민은행                                                                                               | 중앙대                                                                                                 | 1-0 | |
| 34회 | 1979 |      | 육군 충의                                                                                              | 명지대                                                                                                 | 3-0 | |
| 35회 | 1980 |      | 서울시청                                                                                               | 한양대                                                                                                 | 1-1 결승전 재경기 1-1, PSO 4-3                                                                         | |
| 36회 | 1981 |      | 건국대                                                                                                 | 고려대                                                                                                 | 1-1 결승전 재경기 2-1                                                                                  | |
| 37회 | 1982 |      | 서울시청                                                                                               | 한국전력                                                                                               | 4-1 | |
| 38회 | 1983 |      | 한양대                                                                                                 | 서울신탁은행                                                                                           | 2-0 | |
| 39회 | 1984 |      | 연세대                                                                                                 | 중앙대                                                                                                 | 2-0 | |
| 40회 | 1985 |      | 고려대                                                                                                 | 포항제철 아마                                                                                          | 2-0 | |
| 41회 | 1986 |      | 서울시청                                                                                               | 아주대                                                                                                 | 3-1 | |
| 42회 | 1987 |      | 성균관대                                                                                               | 연세대                                                                                                 | 2-1 | |
| 43회 | 1988 |      | 럭키금성 황소                                                                                          | 대우 로얄즈                                                                                            | 2-1 | |
| 44회 | 1989 |      | 대우 로얄즈                                                                                            | 현대 호랑이                                                                                            | 결승전 1차전 1-0 결승전 2차전 1-1                                                                      | 종합전적 1승 1무로 대우 로얄즈 우승 |
| 45회 | 1990 |      | 대우 로얄즈 2군                                                                                        | 인천대                                                                                                 | 3-2 | |
| 46회 | 1991 |      | 기업은행                                                                                               | 할렐루야                                                                                               | 0-0 PSO 4-2                                                                                            | |
| 47회 | 1992 |      | 한양대                                                                                                 | 대구대                                                                                                 | 0-0 PSO 3-2                                                                                            | |
| 48회 | 1993 |      | 기업은행                                                                                               | 대구대                                                                                                 | 2-0 | |
| 49회 | 1994 |      | 이랜드                                                                                                 | 할렐루야                                                                                               | 1-0 | |
| 50회 | 1995 |      | 이랜드                                                                                                 | 할렐루야                                                                                               | 2-1 | |
| 51회 | 1996 |      | 상무                                                                                                   | 이랜드                                                                                                 | 3-2 | |
| 52회 | 1997 |      | 한일생명                                                                                               | 할렐루야                                                                                               | 3-2 | |
| 53회 | 1998 |      | 한일생명                                                                                               | 할렐루야                                                                                               | 2-1 | |
| 54회 | 1999 |      | 아주대                                                                                                 | 울산 현대 호랑이 2군                                                                                   | 2-1 | |
| 55회 | 2000 |      | 현대미포조선                                                                                           | 한국철도                                                                                               | 3-0 | |
|      | 2001 |      | K2리그 (현 내셔널리그) 출범 준비와 함께 FA컵 대회로 통합                                               | K2리그 (현 내셔널리그) 출범 준비와 함께 FA컵 대회로 통합                                               | K2리그 (현 내셔널리그) 출범 준비와 함께 FA컵 대회로 통합                                               | K2리그 (현 내셔널리그) 출범 준비와 함께 FA컵 대회로 통합 |

## 구단별 우승 횟수
※ 굵은 글씨로 표시된 구단은 프로축구단

※ 이탤릭체로 표시된 구단은 해체된 구단
| 구단                | 우승                               | 준우승                             |
| ------------------- | ---------------------------------- | ---------------------------------- |
| 고려대학교          | 5회 (1963, 1971, 1974, 1976, 1985) | 2회 (1975, 1981)                   |
| 육군                | 4회 (1969, 1970, 1975, 1979)       |                                    |
| 육군 병참단         | 3회 (1953, 1956, 1958)             | 1회 (1963)                         |
| 서울시청            | 3회 (1980, 1982, 1986)             |                                    |
| 연세대학교          | 2회 (1948, 1984)                   | 3회 (1949, 1974, 1987)             |
| 경주 한국수력원자력 | 2회 (1962, 1965)                   | 3회 (1964, 1967, 1982)             |
| 육군 특무대 (CIC)   | 2회 (1957, 1959)                   | 1회 (1954)                         |
| 한양대학교          | 2회 (1983, 1992)                   | 1회 (1980)                         |
| 부산 아이파크       | 2회 (1989, 19901)                  | 1회 (1988)                         |
| 이랜드              | 2회 (1994, 1995)                   | 1회 (1996)                         |
| 경희대학교          | 2회 (1960, 1961)                   |                                    |
| 제일모직            | 2회 (1966, 1967)                   |                                    |
| 건국대학교          | 2회 (1977, 1981)                   |                                    |
| 기업은행            | 2회 (1991, 1993)                   |                                    |
| 한일생명            | 2회 (1997, 1998)                   |                                    |
| 육군 헌병감실       | 1회 (1954)                         | 4회 (1956, 1958, 1959, 1961)       |
| 성균관대학교        | 1회 (1987)                         | 1회 (1948)                         |
| 아주대학교          | 1회 (1999)                         | 1회 (1986)                         |
| 인천 조일양조       | 1회 (1946)                         |                                    |
| 조선전업            | 1회 (1949)                         |                                    |
| 대구 조선방직       | 1회 (1951)                         |                                    |
| 대한석탄공사        | 1회 (1964)                         |                                    |
| 양지                | 1회 (1968)                         |                                    |
| 해군                | 1회 (1973)                         |                                    |
| 조흥은행            | 1회 (1973)                         |                                    |
| 국민은행            | 1회 (1978)                         |                                    |
| FC 서울             | 1회 (1988)                         |                                    |
| 상무                | 1회 (1996)                         |                                    |
| 현대미포조선        | 1회 (2000)                         |                                    |
| 할렐루야            |                                    | 5회 (1991, 1994, 1995, 1997, 1998) |
| 해병대              |                                    | 4회 (1953, 1957, 1959, 1969)       |
| 대한중석            |                                    | 3회 (1960, 1962, 1968)             |
| 중앙대학교          |                                    | 3회 (1966, 1978, 1984)             |
| 공군                |                                    | 2회 (1951, 1976)                   |
| 포항 스틸러스       |                                    | 2회 (1977, 19851)                  |
| 울산 현대           |                                    | 2회 (1989, 19991)                  |
| 대구대학교          |                                    | 2회 (1992, 1993)                   |
| 서울대학교 상과대학 |                                    | 1회 (1946)                         |
| 금성방직            |                                    | 1회 (1965)                         |
| 주택은행            |                                    | 1회 (1970)                         |
| 한국신탁은행        |                                    | 1회 (1971                          |
| 명지대학교          |                                    | 1회 (1981)                         |
| 서울신탁은행        |                                    | 1회 (1983                          |
| 인천대학교          |                                    | 1회 (1990)                         |
| 대전 코레일         |                                    | 1회 (2000)                         |

주석1: 2군

## 같이 보기
- 대한민국 FA컵 우승 기록
- 코리아컵
- 전조선축구대회
- 대통령배 전국축구대회
- 전국실업축구연맹전
- 전국실업축구선수권대회

## 참고 문헌
- “전국축구선수권대회”. 대한축구협회. 2014년 11월 11일에 원본 문서에서 보존된 문서. 2018년 11월 9일에 확인함.